# Tia Hellebaut
Tia Hellebaut (Amberes, Bélgica; 16 de febrero de 1978) es una exatleta belga especialista en salto de altura y pruebas combinadas. Se proclamó campeona de Europa de salto de altura en Gotemburgo 2006 y campeona olímpica en Pekín 2008.

## Carrera deportiva
En principio se dedicaba solo a las pruebas combinadas, y participó en numerosas competiciones de heptalón y pentatlón, entre ellas los mundiales al aire libre de Edmonton 2001 y París 2003. Sin embargo nunca obtuvo resultados destacables a nivel internacional.
Recientemente se especializó en salto de altura, donde sí ha conseguido brillar, siendo finalista en los Juegos Olímpicos de Atenas 2004 y en los Mundiales de Helsinki 2005. 
Pero ha sido en 2006 cuando ha conseguido situarse entre las mejores del mundo de esta especialidad. El 8 de julio consiguió en París saltar por primera vez los 2 metros (2.00)
El 11 de agosto, en los Campeonatos de Europa de Gotemburgo 2006, Tia Hellebaut dio la gran sorpresa al imponerse en la prueba de salto de altura pese a no contar entre las favoritas. Durante la prueba, batió por dos veces su mejor marca personal, primero con 2.01 y luego con 2.03. Esta altura también fue superada por la búlgara Venelina Veneva, pero Tia Hellebaut lo hizo en su primer intento y por eso ganó la medalla de oro. Mientras, la gran favorita Kajsa Bergqvist, de Suecia, solo pudo obtener la medalla de bronce con 2.01. La victoria de Hellebaut fue probablemente la mayor sorpresa de los campeonatos.
El 23 de agosto de 2008, logra su mayor éxito al conquistar con una marca de 2.05. en su primera tentativa el oro olímpico en los Juegos Olímpicos de Pekín 2008, éste oro fue una de las mayores sorpresas de los juegos ya que la favorita indiscutible al oro era la croata Blanka Vlašić pero al saltar a la segunda tentativa 2.05 Vlasic tuvo que ceder el oro a Hellebaut.
Mide 1.82 y pesa 62 kg. Sus largas piernas y su delgadez hacen que tenga el físico ideal de una saltadora de altura. Reside habitualmente en Tessenderlo, y su entrenador es Wim Vandeven.
Tiene los récords de Bélgica de heptatlón (outdoor), pentatlón (indoor), salto de altura (indoor y outdoor) y salto de longitud (indoor). Anunció su retiro de las competiciones de atletismo el 6 de marzo de 2013.

## Resultados
- Europeos junior Ljubljana 1997 - 11.ª en heptatlón (5157 p)
- Europeos sub-23 de Göteborg 1999 - 6ª en heptatlón (5548 p)
- Europeos indoor de Gante 2000 - (abandono en pentatlón)
- Mundiales de Edmonton 2001 - 14.ª en heptatlón (5680 p)
- Mundiales de París 2003 - (abandono en heptatlón)
- Mundiales indoor de Budapest 2004 - 5ª en pentatlón (4526 p)
- Juegos Olímpicos de Atenas 2004 - 12.ª en salto de altura (1.85)
- Mundiales de Helsinki 2005 - 6.ª en salto de altura (1.93)
- Mundiales indoor de Moscú 2006 - 6.ª en salto de altura (1.96)
- Europeos de Göteborg 2006 - 1.ª en salto de altura (2.03)
- Juegos Olímpicos de Pekín 2008 - 1.ª en salto de altura (2.05)

## Mejores marcas
- Salto de altura (outdoor) - 2.05 (Pekín, 2008)
- Salto de altura (indoor) - 1.97 (Tallin, 2006)
- Heptatlón (outdoor) - 6.201 p (Götzis, 2006)
- Pentatlón (indoor) - 4.589 p (Aubière, 2004)
- Salto de longitud (indoor) - 6.36 (Gante, 2006)